# Stade Jean-Bouin
Stade Jean-Bouin (Stadion Jeana Bouina) je stadion v Paříži v 16. obvodu. Nachází se v těsné blízkosti stadionu Parc des Princes. Jeho kapacita je od roku 2008 9 205 diváků. Po plánovaném rozšíření v roce 2013 by měla vzrůst na 20 000. Hraje se zde převážně ragby, lehká atletika a americký fotbal.

## Historie
Stadion byl otevřen v roce 1925 a sloužil nejprve výhradně fotbalovému klubu CASG Paris jako domácí hřiště. Dnes se zde hraje převážně ragby.
Stadion byl pojmenován po francouzském sportovci lehké atletiky Jeanu Bouinovi (1888-1914), který vytvořil několik národních i mezinárodních rekordů a byl členem CASG Paris. Ve věku 25 let padl v první světové válce.
V roce 1975 byl stadion přestavěn na kapacitu 12 000 diváků. V roce 2008 proběhla rekonstrukce, při které se kapacita snížila na 9 205 diváků. Plánované rozšíření v roce 2013 by mělo přinést kapacitu až 20 000 diváků.